# Керимжанов Олжас Бакитжанули
Олжас Керимжанов (каз. Олжас Бақытжанұлы Керімжанов, нар. 16 травня 1989) — казахський футболіст, захисник клубу «Атирау» та національної збірної Казахстану.
Виступав також за клуб «Жетису».

## Клубна кар'єра
У дорослому футболі дебютував 2008 року виступами за команду «Іле-Саулет».
Згодом з 2008 по 2016 рік грав у складі команд «Кайрат», «Локомотив» (Астана), «Окжетпес», «Ак Булак», «Окжетпес», «Киран», «Булат» та «Кайсар».
Своєю грою за останню команду привернув увагу представників тренерського штабу клубу «Жетису», до складу якого приєднався 2017 року. Відіграв за команду з Талдикоргана наступні три сезони своєї ігрової кар'єри. Більшість часу, проведеного у складі «Жетису», був основним гравцем захисту команди.
Протягом 2021—2022 років захищав кольори клубу «Туран» (Туркестан).
До складу клубу «Атирау» приєднався 2023 року. Станом на 29 травня 2025 року відіграв за команду з Атирау 45 матчів в національному чемпіонаті.

## Виступи за збірну
У 2019 році дебютував в офіційних матчах у складі національної збірної Казахстану.
| Дата       | Місто     | Господарі  | Результат | Гості     | Турнір                               | Голи | Примітки |
| ---------- | --------- | ---------- | --------- | --------- | ------------------------------------ | ---- | -------- |
| 13-10-2019 | Астана    | Казахстан  | 0 – 2     | Бельгія   | Відбір до ЧЄ 2020                    | -    |          |
| 11-10-2020 | Алмати    | Казахстан  | 0 – 0     | Албанія   | Ліга націй УЄФА 2020-2021 - 1-й етап | -    |          |
| 14-10-2020 | Мінськ    | Білорусь   | 2 – 0     | Казахстан | Ліга націй УЄФА 2020-2021 - 1-й етап | -    |          |
| 11-11-2020 | Подгориця | Чорногорія | 0 – 0     | Казахстан | товариський матч                     | -    | 22'      |
| 15-11-2020 | Тирана    | Албанія    | 3 – 1     | Казахстан | Ліга націй УЄФА 2020-2021 - 1-й етап | -    | 46'      |
| Усього     |           | Матчів     | 5         |           | Голів                                | 0    |          |